# Prieteni de vatră veche
Prieteni de vatră veche este un film românesc din 1970 regizat de Alexandru Boiangiu.